# Zawiercie
Zawiercie – miasto w Polsce położone w województwie śląskim, siedziba powiatu zawierciańskiego. 
Zawiercie położone jest w środkowej części Wyżyny Krakowsko-Częstochowskiej u źródeł Warty (które znajduje się w dzielnicy Kromołów) oraz Czarnej Przemszy (w dzielnicy Bzów). Rzeki płyną początkowo jedną doliną, a następnie, rozdzielone przez Kuestę Jurajską, zamieniają się w dopływy odpowiednio Odry i Wisły. Miasto leży zatem w dorzeczu dwóch głównych rzek Polski jednocześnie.
W Zawierciu znajdują się zakłady przemysłu ciężkiego (huta żelaza) i odlewniczego (odlewnia żeliwa) oraz do niedawna przemysłu włókienniczego i szklarskiego (huta szkła produkująca szkło kryształowe).
Pod Zawierciem znajdują się pokłady rud ołowiu, cynku i srebra, a także pewne ilości uranu, które nie są eksploatowane. Kiedyś wydobywano także rudy żelaza i węgiel brunatny.
Zawiercie słynie jako „brama Jury”, jako że stanowi punkt wyjścia dla wielu szlaków turystycznych na centralną część Wyżyny Krakowsko-Częstochowskiej.

## Położenie
Według danych z 31 grudnia 2023 powierzchnia miasta wynosiła 85,29 km². Miasto stanowi ok. 8,5% powierzchni powiatu.
Sąsiednie gminy: Kroczyce, Łazy, Myszków, Ogrodzieniec, Poręba, Włodowice.
W latach 1975–1998 miasto administracyjnie należało do województwa katowickiego, a przed 1939 rokiem było częścią województwa kieleckiego.
Zawiercie leży w dawnej ziemi krakowskiej, stanowiącej część historycznej Małopolski. Bywa też zaliczane do miast Zagłębia Dąbrowskiego.

## Demografia
Piramida wieku mieszkańców Zawiercia w 2014 roku:
Dane z 30 czerwca 2004:
| Opis                              | Ogółem | Ogółem | Kobiety | Kobiety | Mężczyźni | Mężczyźni |
| --------------------------------- | ------ | ------ | ------- | ------- | --------- | --------- |
| Jednostka                         | osób   | %      | osób    | %       | osób      | %         |
| Populacja                         | 53 359 | 100    | 28 112  | 52,7    | 25 247    | 47,3      |
| Gęstość zaludnienia [mieszk./km²] | 626    | 626    | 329,8   | 329,8   | 296,2     | 296,2     |

Według danych z roku 2002 średni dochód na mieszkańca wynosił 1205,28 zł.

## Nazwa

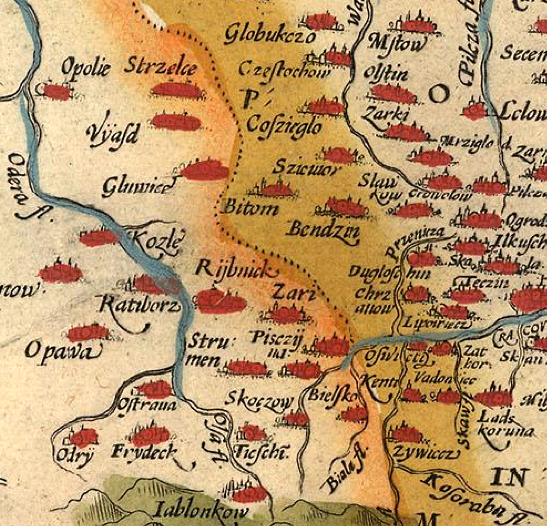
Najstarsza dzielnica Zawiercia Kromołów w granicach Korony Królestwa Polskiego jako Cromolow na mapie Wacława Grodzieckiego wydanej w 1592.

Miejscowość ma metrykę średniowieczną i istniała już w XV wieku. Wymieniona w łacińskojęzycznym dokumencie z 1431, odnotowującym we fragmencie duas fabricas... zawyerczska istnienie w Zawierciu oraz w Blanowicach dwóch fabryk, czyli zakładów rzemieślniczych, prawdopodobnie kuźnic. Po raz kolejny w 1437 odnotowana została jako Zawiercze.
Nazwa Zawiercie pochodzi od wyrażenia przyimkowego za Wartą, czyli miejscowości leżącej za rzeką Wartą. Źródła tej rzeki znajdują się właśnie w Kromołowie, który był niegdyś samodzielnym miastem, a obecnie po przyłączeniu do Zawiercia stanowi jego dzielnicę. Sama nazwa „Warta” pochodzi natomiast od rzeczownika wart, oznaczającego wartki prąd rzeki. Istnieje również teoria, że nazwa miasta pochodzi od osadników, którzy zawiercili (okrążyli) teren osady.
Znacznie wcześniej notowane są miejscowości, które Zawiercie wchłonęło w historycznym, urbanizacyjnym procesie rozwoju miasta. Pierwsza wzmianka o jednej z obecnych dzielnic Zawiercia pochodzi już z 1220 z dokumentu biskupa krakowskiego Iwo Odrowąża, w którym jako osobna wieś wymieniona jest w staropolskiej formie Zirkowycze obecna dzielnica Żerkowice.
Miasto powstało w wyniku połączenia wielu miejscowości, które zostały zanotowane w dokumentach historycznych. W latach (1470–1480) Jan Długosz w księdze Liber beneficiorum dioecesis Cracoviensis wymienia wsie, które w procesach urbanizacyjnych stały się częścią miasta jak Kromołów w formie Cromolow, Żerkowice w formie Zirkowycze, Bzów w formie Bzow, Karlin w formie Carlyn, Łośnice w formie Losznycze czy Blanowice w formie Bylanowycze.

## Historia

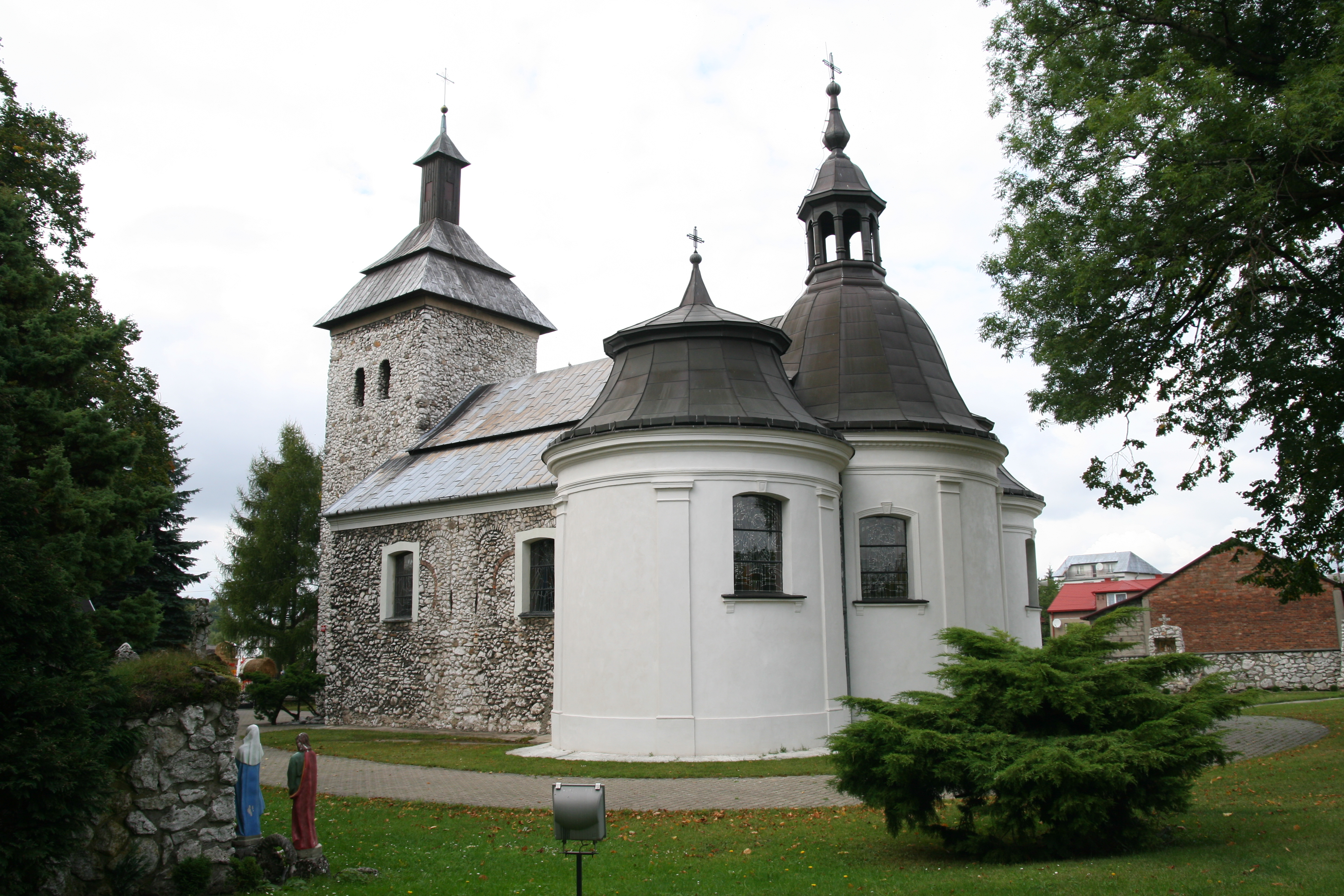
Kościół św. Trójcy i św. Floriana konsekrowany w 1598

Zawiercie powstało w procesie urbanizacji, czyli rozbudowy i połączenia mniejszych miejscowości w jeden organizm miejski. Na jego historię składa się historia wielu małych osad i wsi. W XII wieku na terenie dzisiejszego miasta istniała wieś Kromołów (obecnie dzielnica Zawiercia). W XIV wieku przechodził tędy szlak handlowy z Krakowa do Poznania. Historia miejscowości o nazwie Zawiercie zaczyna się w XV wieku. Za panowania Bolesława V, księcia opolskiego, wymieniono osadę w dokumencie nadającym grunty i zezwolenie na zbudowanie karczmy oraz kuźnic Mikołajowi Czenarowi. Spisany po łacinie dokument historyczny z 1431 roku po raz pierwszy wymienia nazwę Zawiercie we fragmencie inter duas fabricas videlicet zwyerczska et inter Bylanowska... penes piscinam inferiorem Zawyerczsky.
W XV wieku następuje rozwój hutnictwa żelaza, które opierało się na pracy manufaktur oraz kuźnic napędzanych kołami wodnymi. Od XV do XIX wieku miejscowość miała wielu właścicieli. W XVI wieku miejscowość leżała w powiecie lelowskim województwa krakowskiego w Rzeczypospolitej Obojga Narodów. Regest poborowy powiatu lelowskiego, historyczny dokument podatkowy z 1581 roku, zanotował, że we wsi Zawierczice podatki płacili Padniowski – od 2,5 łana kmiecego, 1 sołtysiego oraz kuźnicy – oraz Stanisław Marciszek – od 2 zagrodników bez roli, trzykołowej kuźnicy i 9 robotników. Podatki za trzykołową kuźnicę i 8 robotników uiszczał również niejaki Nicz.

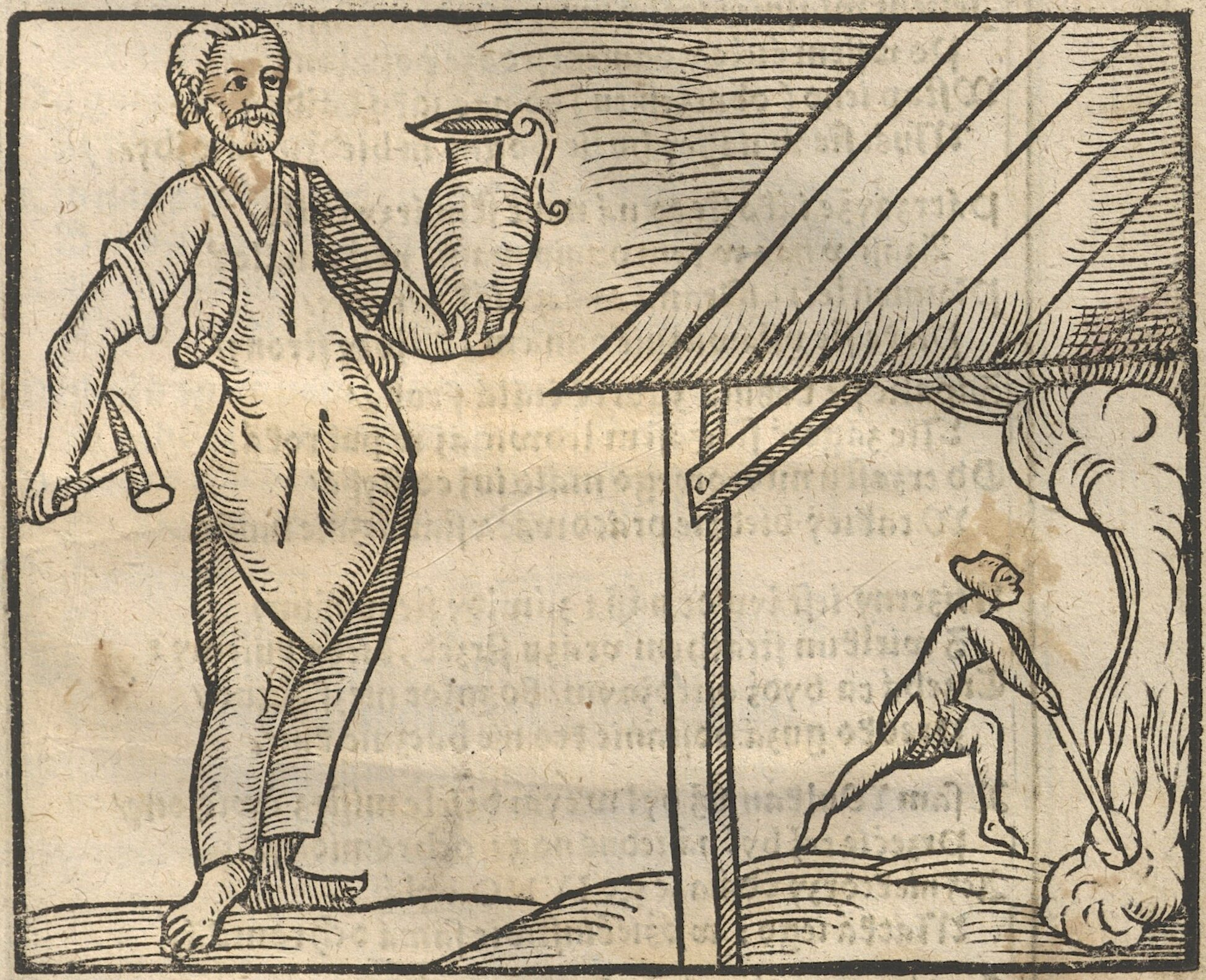
Walenty Roździeński na tle XVII wiecznej huty – drzeworyt z dzieła Officina ferraria z 1612 roku wymieniającego kużnice zawierciańskie

W 1612 roku przemysłowy charakter miejscowości odnotowuje Walenty Roździeński w swoim staropolskim poemacie o śląskim hutnictwie pt. „Officina ferraria abo Huta i warstat z kuźniami szlachetnego dzieła żelaznego. W dziele opisuje on leżące w pobliżu miejscowości kuźnice we fragmencie „A po drugiej zaś stronie są na Warcie rzece, Zasadzone z liczby tych drugie trzy kuźnice, Od góry pod Zawierciem nicowska jest pierwsza, Z tych trzech kuźnic – tak jako udają – nastarsza.”.
W końcu XVIII wieku istniały dwie sąsiadujące miejscowości: Zawiercie Większe, w którym znajdował się tartak oraz Zawiercie Małe z fryszerką. Pod względem administracyjnym Zawiercie Małe było wsią – gromadą przynależną do gminy Kromołów. Funkcje administracyjne w Zawierciu pełnili sołtysi w ramach samorządu gminnego .
Najstarszą dzielnicą miasta jest Kromołów ze źródłami rzeki Warty, o którym pierwsza wzmianka pochodzi z 1193 roku. W 1561 roku tamtejszy kościół został zamieniony na zbór ariański. Dzielnica ta największy rozkwit przeżywała w latach 1831–1860 a to za sprawą mieszkających w nim sukienników i płócienników.

### Rozbiory Polski
W 1795 roku po III rozbiorze Polski tereny obecnego Zawiercia weszły w skład pruskiej prowincji Nowy Śląsk. Po zwycięskim dla Polaków drugim powstaniu wielkopolskim, które odbyło się w 1806 roku, miejscowość w latach 1807–1815 znalazła się w granicach Księstwa Warszawskiego. W 1815 roku decyzją kongresu wiedeńskiego dokonano podziału Księstwa Warszawskiego i w latach 1815–1915 Zawiercie należało do Królestwa Polskiego znajdującego się w granicach Imperium Rosyjskiego.
Na przełomie XIX i XX wieku powstało Duże Zawiercie, zwane też Zawierciem Nowym lub Nowym Światem – rozmieszczone ono było wokół drogi biegnącej do Poręby. W 1827 liczyło ono tylko 56 domostw i 289 mieszkańców. Istniejące obok Zawiercie Małe, położone po prawej stronie Warty przy drodze wiodącej do Marciszowa, liczyło 10 domów i 129 mieszkańców. W latach 1867–1914 leżało ono w zaborze rosyjskim w granicach powiatu będzińskiego w guberni piotrkowskiej .

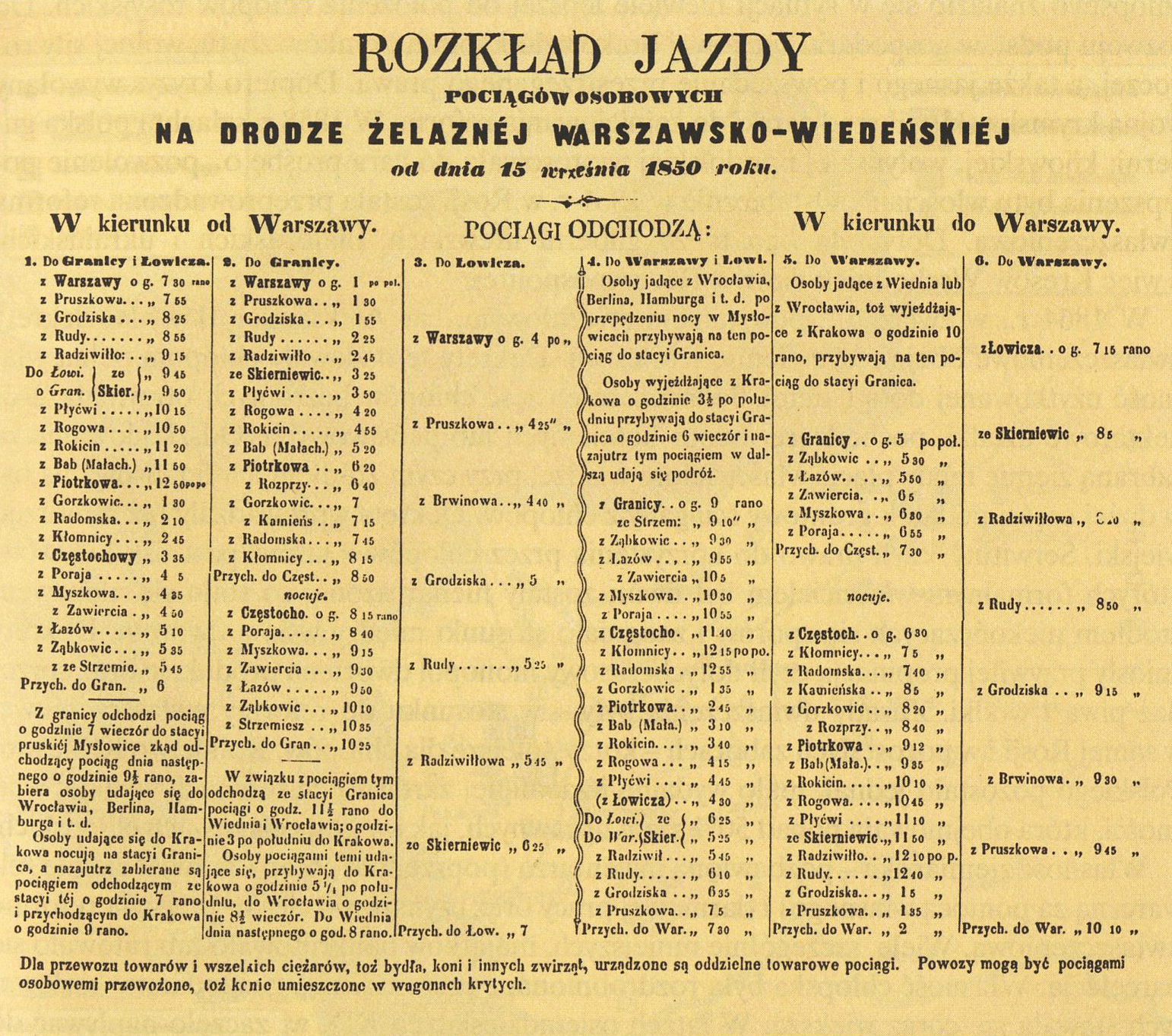
Zawiercie w rozkładzie jazdy Kolei Warszawsko-Wiedeńskiej z 1850 roku

Na rozwój Zawiercia mocno wpłynęła biegnąca przez miejscowość Kolej Warszawsko-Wiedeńska oraz rozbudowana sieć dróg bitych. 1 grudnia 1847 roku przez Zawiercie po raz pierwszy przejechał pociąg. W ten sposób otwarto planowany ruch z Częstochowy do Ząbkowic linią jednotorową. Ruch kolejowy dwutorowy z Koluszek do Ząbkowic uruchomiono w 1881 roku. Spowodowało to rozwój ruchu pasażerskiego i towarowego oraz handlu i przemysłu. W latach 70. XIX wieku rodzina Reichów zbudowała w mieście pierwszy przemysłowy zakład – Fabrykę Szkła S.A. Reich i Spółka. Stacja i dworzec II klasy zostały uruchomione w 1890 roku, a w kwietniu 1914 roku został oddany do użytku obecny dworzec kolejowy. Biegnąca przez Zawiercie linia kolejowa była jednym z istotnych czynników, który skłonił Żydów berlińskich Ginsbergów do zakupu od małżonków Pławner z Żarek przędzalni bawełny funkcjonującej od 1833 roku. Równocześnie z budową i rozbudową zakładów braci Ginsbergów w 1875 roku została uruchomiona przez Carla Braussa Fabryka sztucznej wełny w Zawierciu .

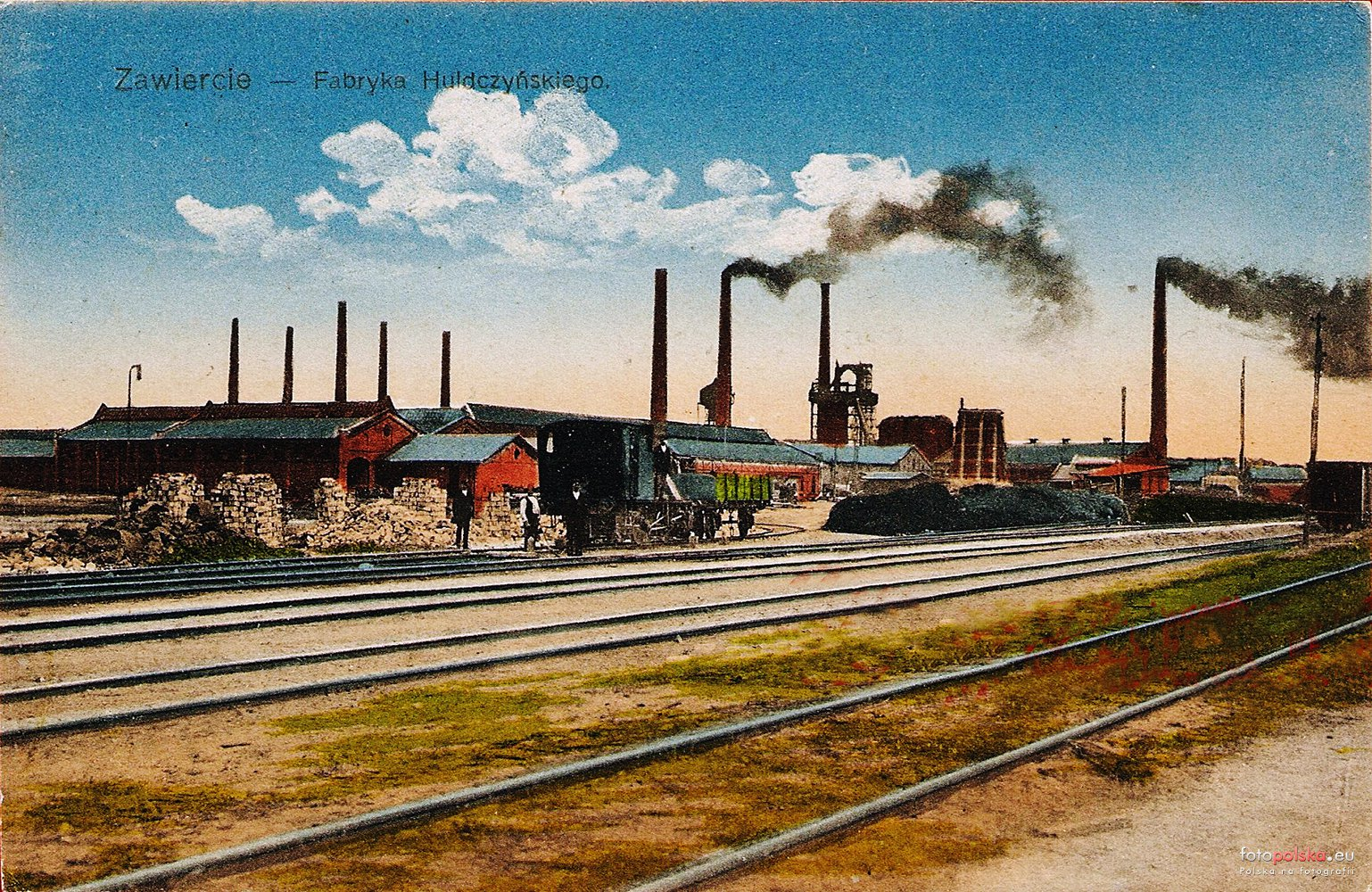
Fabryka Huldczyńskiego w Zawierciu na pocztówce z 1918 roku.

Druga połowa XIX wieku była okresem dużego rozwoju przemysłu w mieście. W Zawierciu funkcjonowały wówczas różne zakłady i przedsiębiorstwa metalowe. W 1893 roku powstała Fabryka Odlewów Żelaza i Budowy Maszyn „Sambor i Krawczyk” i, niemal równocześnie, „Ernest Erbe”. Powstały również „Ferrum”, „Ułan”, „Poręba” koło Zawiercia, „Liniarnia”, „Jan Mecner”, Fabryka Opakowań Blaszanych, „Suchy Element Elektryczny”, i uruchomiona w 1901 roku Huta Zawiercie. Jest rzeczą charakterystyczną, że niektóre zakłady i fabryki sytuowały się w pobliżu Kolei Warszawsko-Wiedeńskiej, a dla odległych od linii kolejowych fabryk montowano bocznice kolejowe. Na terenie Zawiercia uruchomiono kopalnie węgla brunatnego i rudy żelaza. W 1897 roku powstała huta Towarzystwa Akcyjnego Sosnowieckich Fabryk Rur i Żelaza „Hulczyński” .
Po nabyciu gruntów na posiedzeniu Zarządu Towarzystwa Akcyjnego Zawiercie (TAZ) 1 sierpnia 1878 roku podjęto ustalenia o budowie osiedla robotniczego TAZ. W tym też czasie zbudowano wiele szkół, kaplic, kościołów (w tym kościół „Piotra i Pawła”) i parków. Z 1893 roku pochodzą pierwsze wiadomości o funkcjonowaniu w Zawierciu Polskiej Partii Socjalistycznej. W 1894 roku w fabryce tkackiej w Zawierciu został zorganizowany jeden z pierwszych w Królestwie Kongresowym strajków, złamany po zwolnieniu kilkuset robotników i sprowadzeniu łamistrajków z okolic Wolbromia i Miechowa.
W latach I wojny światowej ponad 30-tysięczna osada fabryczna Zawiercie posiadała okazały dworzec kolejowy, liczne fabryki oraz zakłady pracy; nie miała jednak praw i struktury miejskiej. Prawa miejskie Zawiercie nabyło 1 lipca 1915 roku.
W okresie I wojny światowej w Zawierciu wzrosło bezrobocie, a to za sprawą zmniejszenia zatrudnienia w przedsiębiorstwie TAZ i zamknięciu huty Huldczyńskiego. Mieszkańcy Zawiercia jeździli na tereny okupacji austro-węgierskiej w celu kupna żywności, która była tam znacznie tańsza niż na terenie okupacji niemieckiej.

### II RP
Po I wojnie światowej Zawiercie znalazło się w granicach II Rzeczypospolitej i weszło w skład województwa kieleckiego. Rozwój miejscowości w latach 1919–1939 determinowały następujące kwestie: działalność organów administracyjnych, właściwe gospodarowanie majątkiem komunalnym i powierzonymi funduszami, funkcjonowanie przedsiębiorstw i zakładów, problemy bezrobocia, sprawy mieszkaniowe oraz działania władz administracyjnych w celu złagodzenia skutków trudnych warunków socjalnych życia mieszkańców. Nadal jednak było miastem przemysłowym.

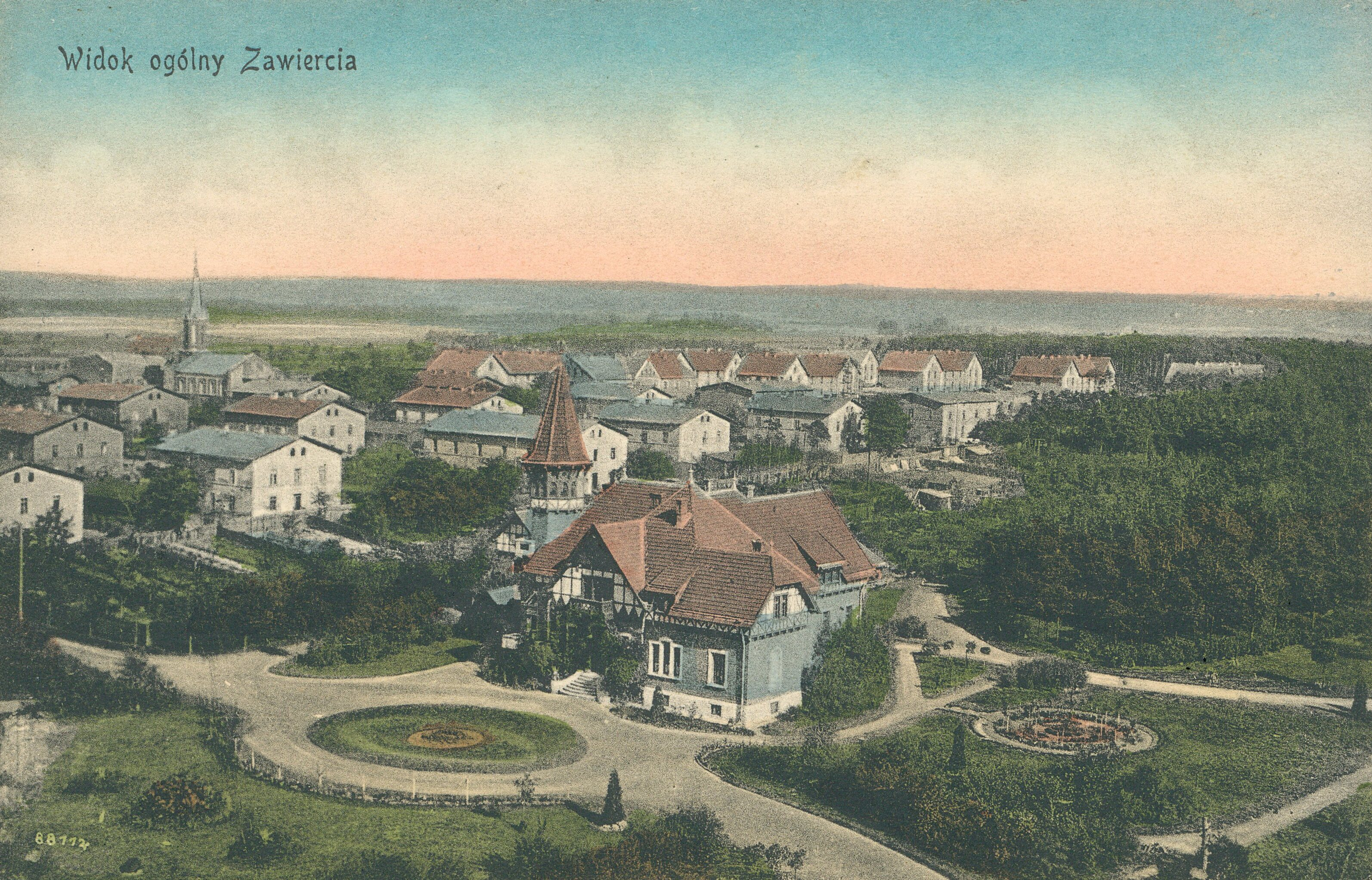
Zawiercie ok. 1928 roku

W 1924 roku erygowano parafię ewangelicko-augsburską w Zawierciu. W 1926 roku miejscowość otrzymała prawa miejskie. Utworzenie powiatu zawierciańskiego w 1927 roku wprowadziło pewne ożywienie w życiu miasta, głównie kulturalnym a to za sprawą Chóru Towarzystwa Śpiewaczego „Lira” .
W okresie międzywojennym w publicystyce pojawia się nazwa „Zawiercie – miasto wymarłe” lub „miasto bezrobotnych”. W związku z bardzo wysokim bezrobociem w mieście prawie 3/4 jego mieszkańców żyło z opieki społecznej. W związku z tym w mieście zaznaczają się silne wpływy komunistyczne (np. w wyborach w 1928 roku listy komunistyczne zdobywają 24,6 procent głosów, gdy na PPS głosuje 7,8 wyborców). Działał tu od 1928 roku Władysław Gomułka.
18 kwietnia 1930 roku doszło do tzw. „Krwawego Piątku”. Grupa bezrobotnych zebrała się przed Domem Ludowym fabryki włókienniczej Towarzystwa Akcyjnego Zawiercie, gdzie miano wypłacać zasiłki. W związku z brakiem wypłaty udano się pod magistrat, który po odmowie wypłat zaatakowano i zdobyto. Po usunięciu bezrobotnych przez policję na ulicach miasta doszło do walk zbrojnych, w których wzięło udział ok. 3,5 tys. osób. Budowano barykady. Zginęły 3 osoby.
Od 1936 roku poprawiała się stopniowo sytuacja finansowa i możliwości zatrudnieniowe przedsiębiorstw zawierciańskich.

### II wojna światowa
W 1939 roku Zawiercie włączone zostało do III Rzeszy (do rejencji opolskiej w prowincji Śląsk, mimo braku przynależności do historycznego Śląska) i przemianowane w 1941 roku na Warthenau (nazwa niemiecka).
Przed II wojną światową społeczność żydowska Zawiercia liczyła około 5500 osób. Po wybuchu wojny 1 września 1939 roku rozpoczęły się szykany a wkrótce represje władz niemieckich wobec ludności żydowskiej. Zamknięto konta bankowe, ściągano kontrybucje, przejęto sklepy i warsztaty żydowskie, ludność musiała nosić opaski z Gwiazdą Dawida, zmienione później na żółte gwiazdy z czarnym napisem JUDE. Zabroniono wydawać Żydom paczek przysłanych z zagranicy. Zarekwirowano futra i biżuterię.
W 1941 roku powstaje dzielnica żydowska, potocznie nazywana gettem. Getto obejmowało początkowo obręb ulic Górnośląskiej, Aptecznej, Starego Rynku, Nowego Rynku, Hożej i Marszałkowskiej, z tym że Marszałkowska była wyłączona z getta. Oznaczało to, że ulica ta była traktowana jako aryjska – nie wolno było Żydom chodzić po ulicy, a mogli jedynie przemieszczać się na tyłach zabudowań.
Ludność żydowska Zawiercia (nazwa została zmieniona w maju 1941 roku na Warthenau) pracowała w dawnych zakładach bawełnianych, które służyły podczas wojny niemieckiej Luftwaffe jako potężne magazyny i warsztaty krawieckie. Doskonale się do tego nadawały, ponieważ zakład posiadał własną bocznicę kolejową i wiele hal. Przy reperacji odzieży lotników niemieckich pracowali tu przede wszystkim krawcy; oprócz tego pracowali także szewcy, ślusarze, monterzy czy elektrycy. Praca ta dawała względne bezpieczeństwo, bo posiadając Lichtbildausweis, dokument potwierdzający zatrudnienie, unikało się łapanek i wywózek do pracy w Rzeszy. Pracujący otrzymywali niemieckie karty na żywność i skromne pensje, dlatego Zawiercie było długo uważane za bezpieczne dla Żydów.

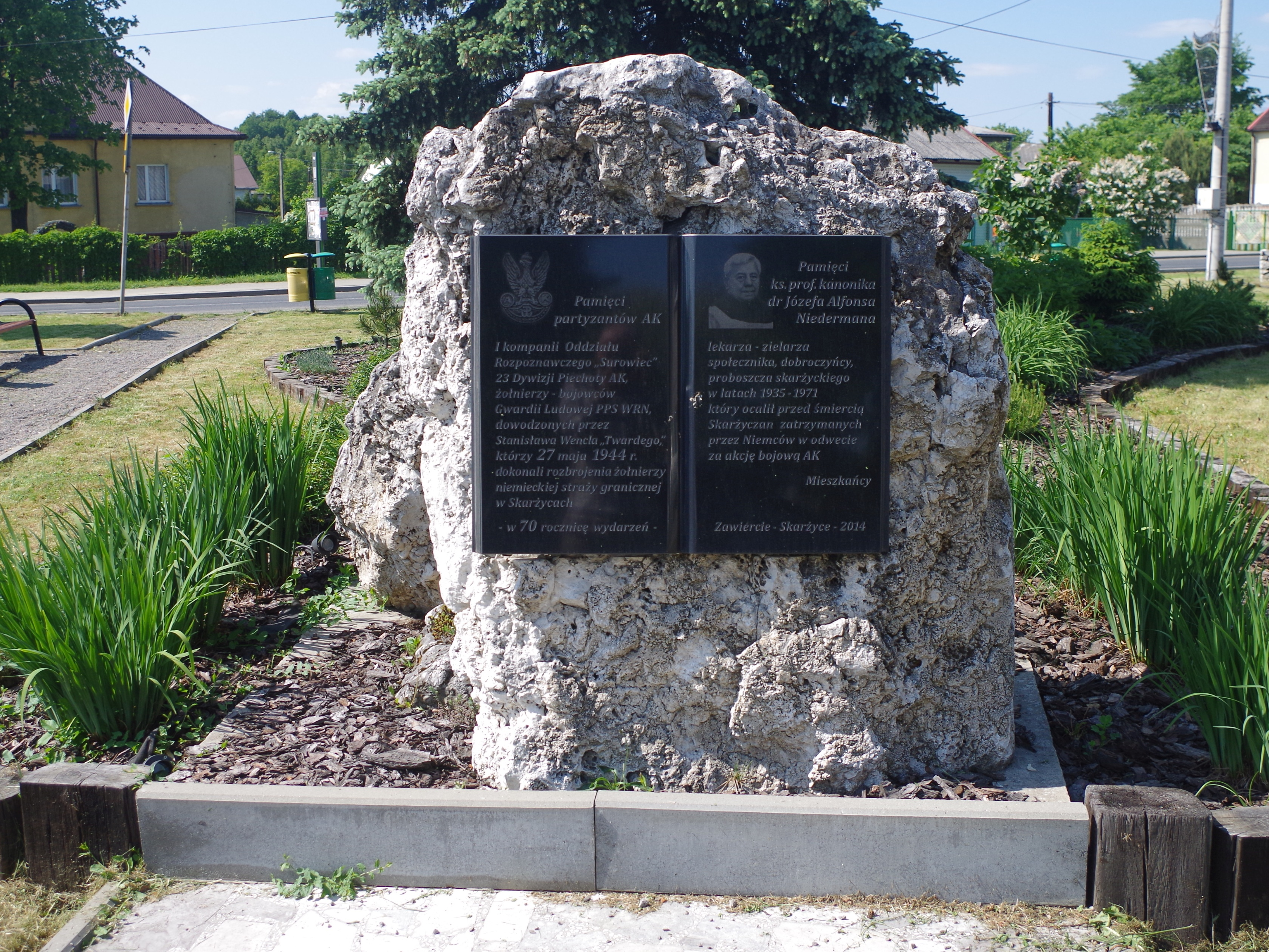
Pomnik pamięci partyzantów Armii Krajowej

Na terenie Zawiercia działał polski ruch oporu, do którego także włączali się Żydzi. Getto zawierciańskie odwiedził Mordechaj Anielewicz i nawoływał do tworzenia oporu. Po upadku powstania w getcie warszawskim w maju 1943 roku władze niemieckie poszukiwały uciekinierów z Warszawy, którzy mogli ukrywać się na terenie miasta. Działała tu także grupa szmuglująca ludność żydowską przez Słowację na Węgry, a potem dalej do Palestyny.
Likwidacja zagłębiowskich gett rozpoczyna się 1 sierpnia 1943 roku. Zawierciańscy Żydzi żyli jednak nadzieją, że Warthenau ominie deportacja ze względu na fabrykę Luftwaffe; byli przekonani, że są potrzebni dla III Rzeszy. To złudzenie trwało ponad 3 tygodnie. Pod koniec sierpnia górę wzięła ideologia i zapadła decyzja o likwidacji getta w Zawierciu. Dwa dni przed planowaną akcją likwidacji władze niemieckie, na czele z burmistrzem Wilhelmem Frickiem, kłamliwie zapowiadały przesiedlenie ludności żydowskiej do Lublina, gdzie miało nastąpić osiedlenie. Akcja likwidacyjna rozpoczęła się w nocy z 25/26 sierpnia 1943 roku i trwała dwa dni do 27 sierpnia.
Nadzorowało ją gestapo katowickie, opolskie, lublinieckie i zawierciańskie z szefem Gestapo w Zawierciu Roterem. Kilka tysięcy Żydów wyjechało transportami do KL Auschwitz – Birkenau. Po akcji rozpoczęło się przeszukiwanie getta. Tych, którzy nie chcieli się podporządkować decyzjom władz nazistowskich, ukrywali się w utworzonych wcześniej kryjówkach lub byli dziećmi samotnie błąkającymi się po mieście, rozstrzeliwano na miejscu lub na terenie cmentarza żydowskiego. Jednym z zastrzelonych – tylko dlatego, że odmówił wykonania polecenia Rotera, aby publicznie nakłonić Żydów do oddawania resztek kosztowności – był jedyny w powiecie żydowski lekarz Andrzej Lewkowicz, absolwent Sorbony. Ostatni 400 osobowy transport z Zawiercia do Auschwitz wyjechał 18 października 1943 roku.

### Okres powojenny
Miasto zostało zajęte 20 stycznia 1945 roku przez jednostki 125 Dywizji Piechoty 21 Armii 1 Frontu Ukraińskiego Armii Czerwonej. Po wojnie ku czci poległych wzniesiono pomnik nieznanego żołnierza przy ówczesnej ul. Nowotki oraz pomnik ku czci żołnierzy radzieckich przy torze kolejowym.
Okres po II wojnie światowej to okres rozwoju miasta. W kwietniu i maju 1945 roku produkcję podjęły fabryki „Poręba” i „Ferrum”, w czerwcu uruchomiono Hutę Szkła, a w lutym 1945 roku hutę „Zawiercie”. Na tle trudnej sytuacji płacowej i aprowizacyjnej w niektórych zakładach Zawiercia i okolic miały miejsce strajki w latach 1945–1947. Najbardziej zdecydowany protest miał miejsce w hucie „Zawiercie” w marcu 1947 roku.
W latach 1945–1962 nastąpiła odbudowa miasta ze zniszczeń wojennych oraz jego znaczna rozbudowa. Odremontowano kilkanaście tysięcy mieszkań oraz kilkaset budynków gospodarczych. Wybudowane zostało osiedle ZOR. Od 1948 roku Zawiercie stało się powiatem miejskim. W 1961 roku miasto liczyło 38 730 mieszkańców zajmując powierzchnię 17,54 km². W okresie PRL wybudowano na rzece Warcie 4 mosty. W mieście funkcjonowało 9 szkół podstawowych, 10 zawodowych, 2 licea ogólnokształcące, basen pływacki, 3 szpitale i kilkanaście przychodni .

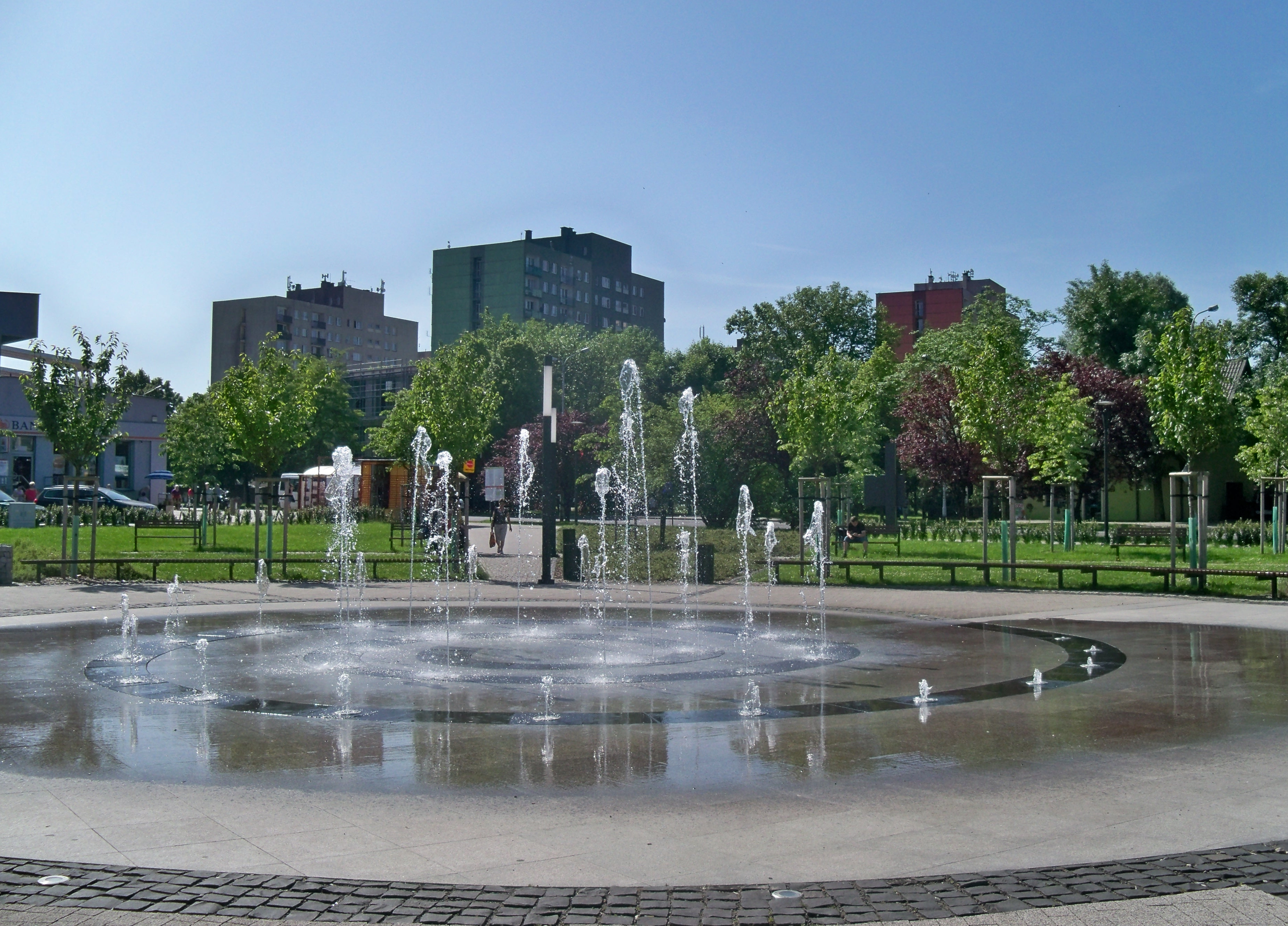
Fontanna przy ul. 3 maja w Zawierciu

W latach 80. XX wieku zostały utworzone różne firmy i przedsiębiorstwa, m.in. „Awbud”, „Bodeko”, „Królmet”, „Szczęsny-Zjawiony”. Jednocześnie z procesem przekształceń przedsiębiorstw i zakładów pracy narasta proces zmniejszenia zatrudnienia.
Zapoczątkowana w 1989 roku transformacja ustrojowa zmieniła system gospodarowania i zarządzania zakładami pracy i przedsiębiorstwami. 27 grudnia 1995 roku przekształcono hutę „Zawiercie” w jednoosobową spółkę akcyjną Skarbu Państwa.
W latach 90. XX wieku uwydatniły się trudne problemy zatrudnieniowe i mieszkaniowe. Przestało funkcjonować budownictwo komunalne i zakładowe. Dla Spółdzielni Mieszkaniowej „Hutnik” w Zawierciu przekazano z budżetu miasta środki finansowe za zrealizowaną infrastrukturę i zagospodarowanie terenu osiedla „Argentyna”. Rozpoczęto realizację zadania inwestycyjnego „Kosowska Niwa”. W 1998 roku zaadaptowano na mieszkania hotel przy ul. Rataja. W końcu lat 90. XX wieku władze miejskie rozpoczęły budowę dwóch budynków mieszkalnych przy ul. Dojazd. W 1994 roku oddano do użytku gmach Telekomunikacji Polskiej S.A., a w 2001 roku oddano do użytku halę sportową mieszczącą się w pobliżu ulic Wierzbowej i Blanowskiej.
Od 1999 roku miasto jest stolicą powiatu zawierciańskiego.
Według danych z 2002 roku użytki rolne w Zawierciu obejmują 59%, a użytki leśne 20% powierzchni miasta.                    

## Zabytki

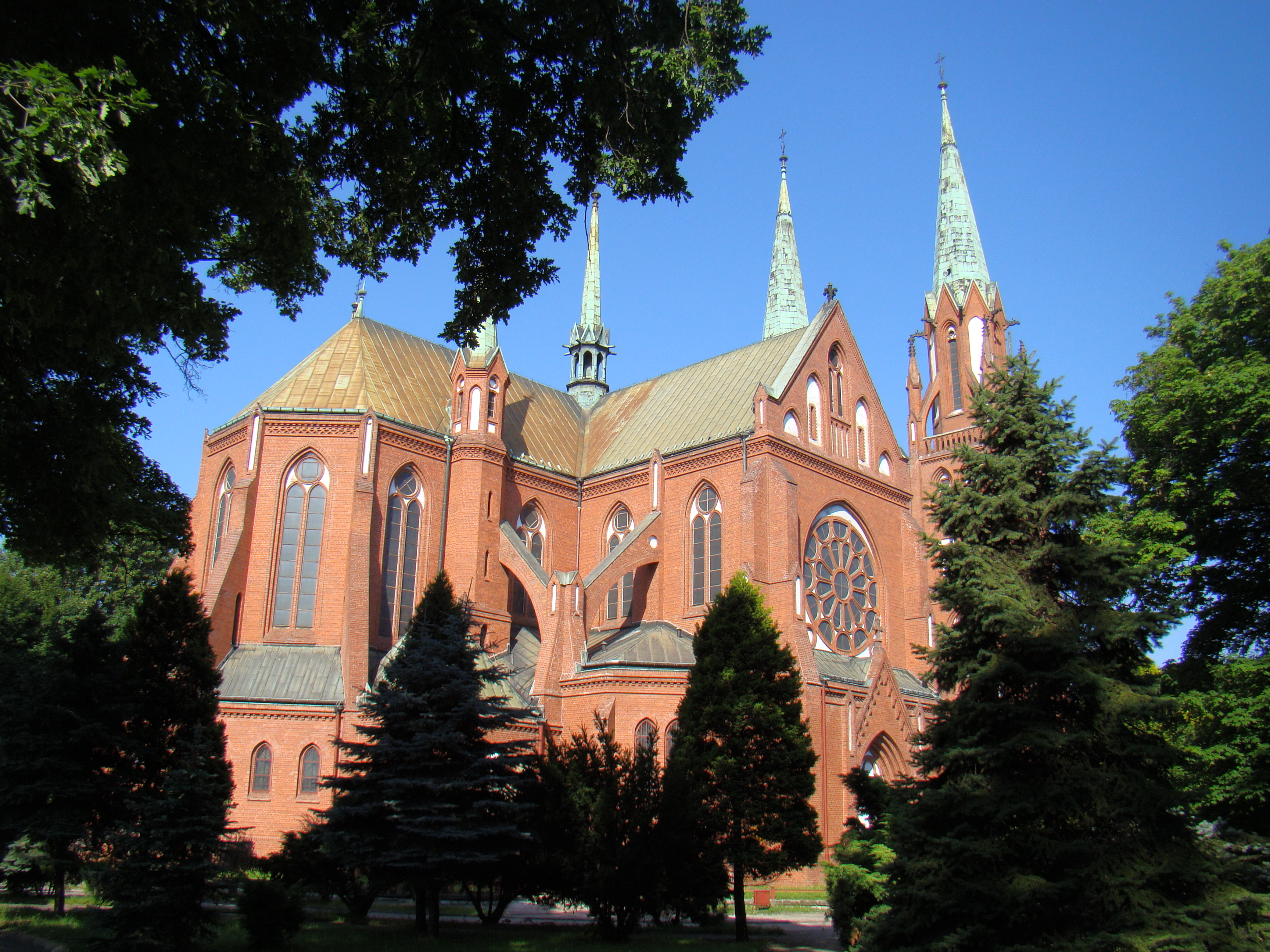
Neogotycka bazylika mniejsza pw. św. Apostołów Piotra i Pawła

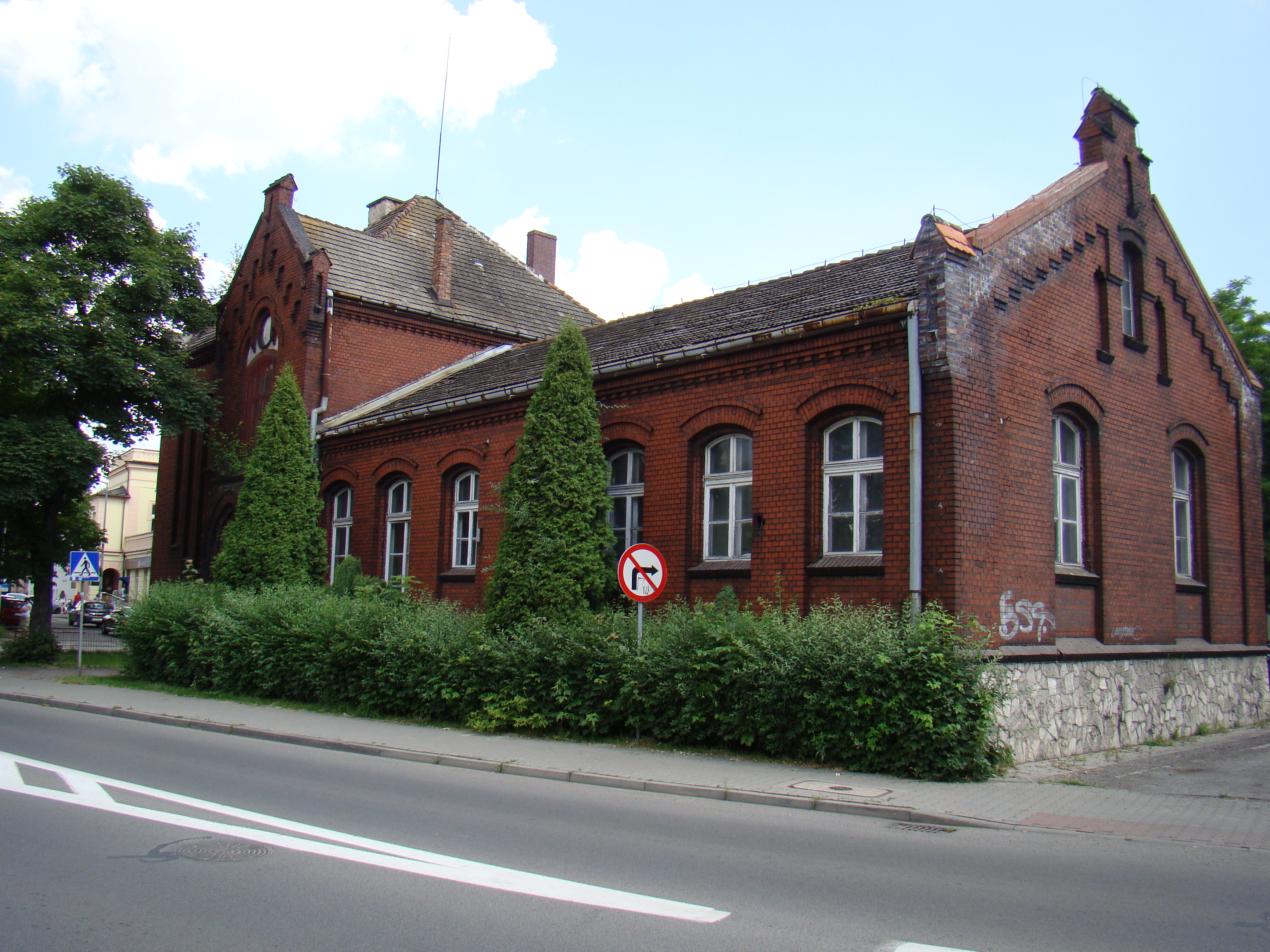
Dawna łaźnia na zabytkowym osiedlu robotniczym TAZ

- Kościół pw. św. Trójcy i św. Floriana XVI-XVII wiek
- Kościół pw. św. Mikołaja XVI wiek
- Dwór, 1. połowa XIX wieku
- Pałacyk Stanisława Szymańskiego z przełomu XIX i XX wieku
- Osiedle robotnicze TAZ z przełomu XIX i XX wieku[24]
- Huta Szkła
- Szkoła Podstawowa nr 2 im. Stanisława Szymańskiego z 1907
- Cmentarz żydowski w Kromołowie
- Cmentarz żydowski
- Dawna synagoga z 1880
- Neogotycka bazylika kolegiacka pw. św. Apostołów Piotra i Pawła z 1896 w centrum miasta.

## Podział administracyjny

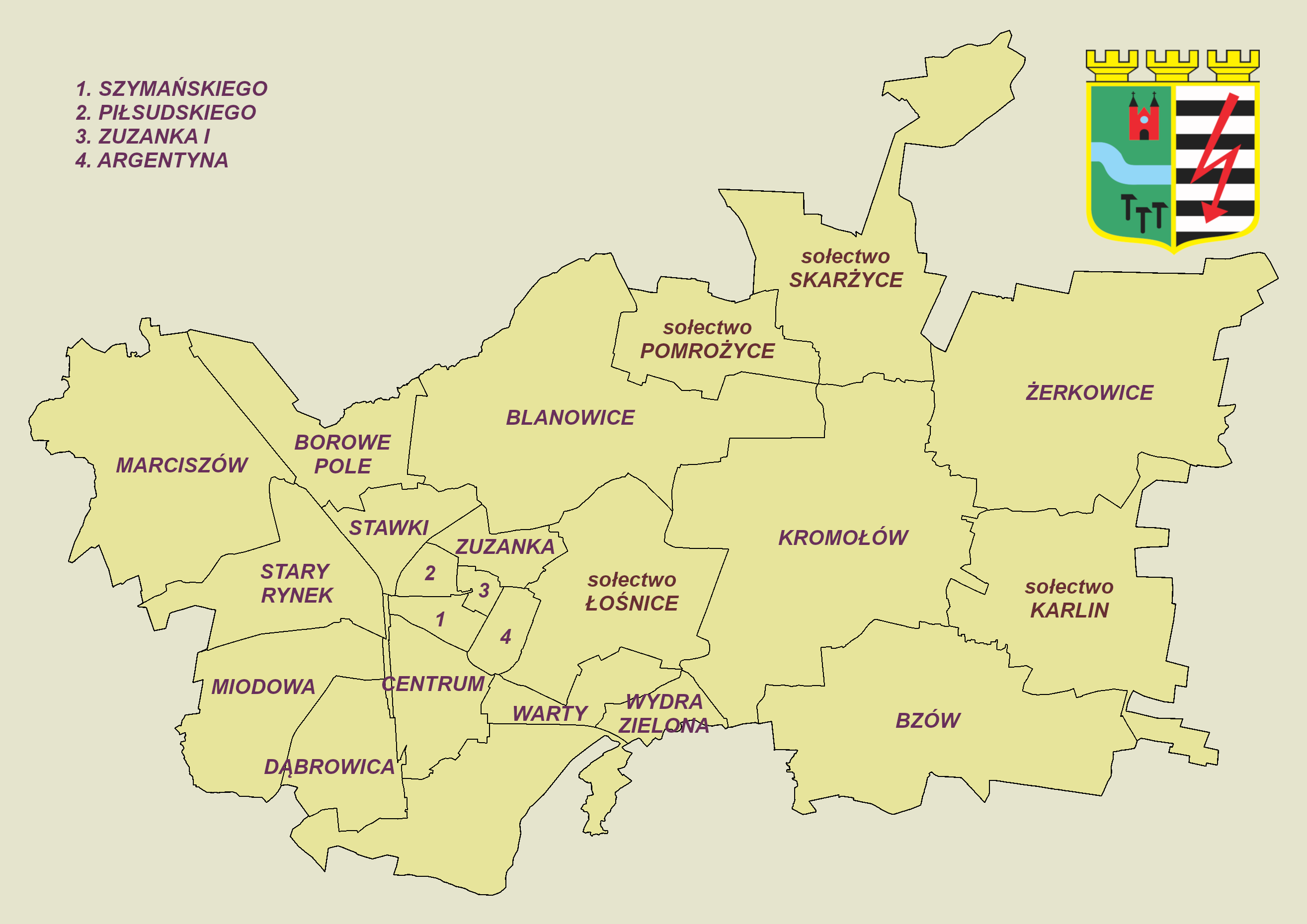
Mapa przedstawiająca podział miasta na osiedla i sołectwa

Zawiercie dzieli się na 18 osiedli oraz 4 sołectwa.
W latach 1975–1982 w skład miasta, jako dzielnica, wchodziła także Poręba.

## Transport

### Drogowy
- droga krajowa nr 78 (Chałupki – Wodzisław Śląski – Gliwice – Zawiercie – Chmielnik)
- droga wojewódzka nr 791 (Trzebinia – Zawiercie – Myszków)
- droga wojewódzka nr 796 (Zawiercie – Dąbrowa Górnicza)

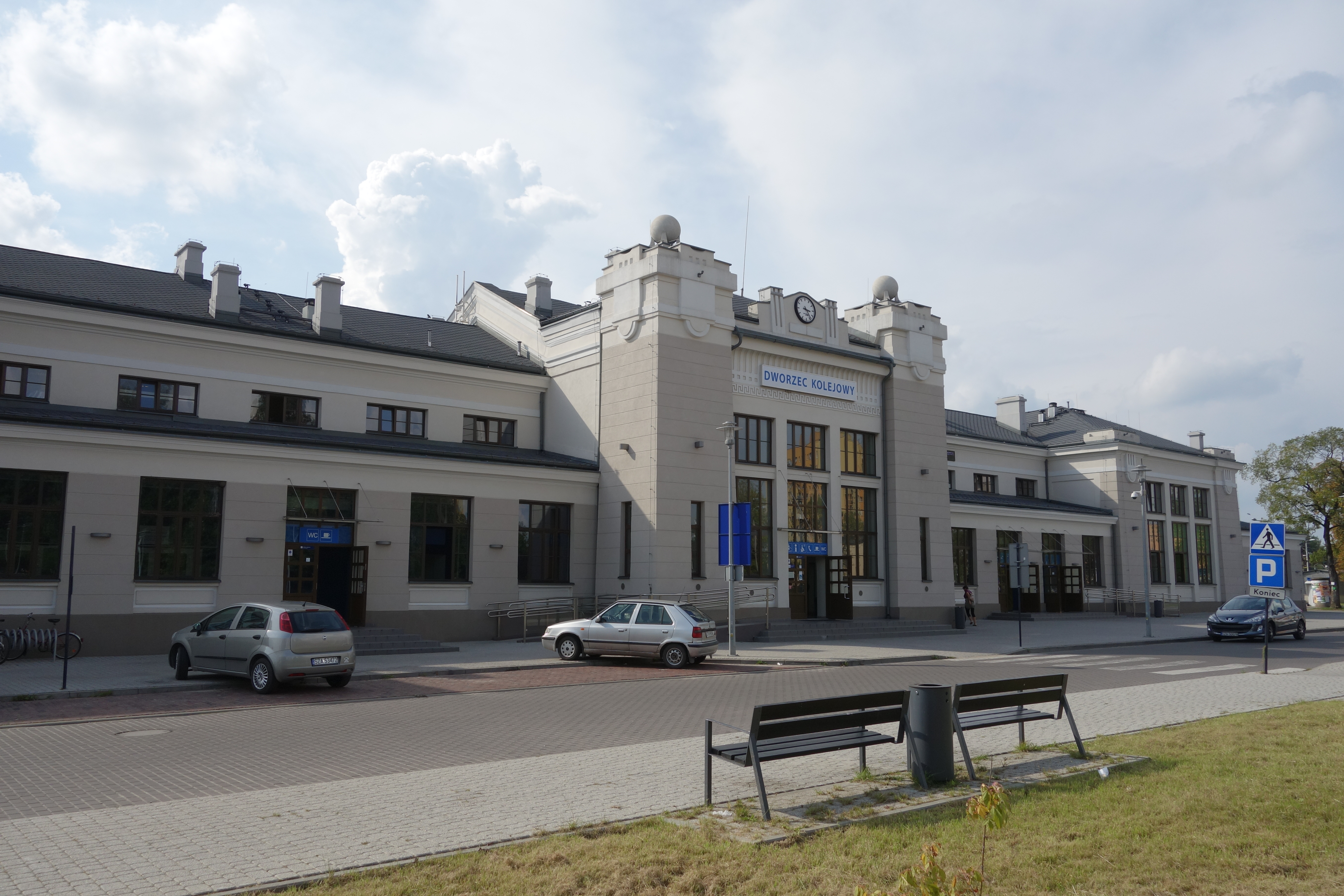
Dworzec kolejowy w Zawierciu

### Kolejowy

Schemat tras pociągów EIP, EIC, IC, TLK, KŚ ze stacji Zawiercie. (2023)

Przez Zawiercie przebiegają następujące linie kolejowe:
- nr 1 (Warszawa Centralna – Katowice) ruch pasażerski oraz towarowy,
- nr 4 (Grodzisk Mazowiecki – Zawiercie) ruch pasażerski oraz towarowy,
- nr 160 (Zawiercie – Dąbrowa Górnicza Ząbkowice),
- nr 182 (Tarnowskie Góry – Zawiercie) ruch towarowy oraz ruch pasażerski (zapewnia dojazd koleją do Portu lotniczego Katowice-Pyrzowice),
- nr 186 (Zawiercie – Dąbrowa Górnicza Ząbkowice).

W mieście znajdują się trzy stacje:
- Zawiercie obsługuje pociągi lokalne oraz dalekobieżne (w tym międzynarodowe do Budapesztu, Bratysławy, Pragi i Wiednia),
- Zawiercie Borowe Pole obsługuje tylko pociągi lokalne na trasie Częstochowa – Gliwice.
- Zawiercie Kądzielów na linii kolejowej nr 182 - obecnie jeszcze nie zatrzymują się tam pociągi pasażerskie.

### Autobusowy
- Komunikacja miejska obsługiwana przez ZKM Zawiercie (12 linii miejskich i podmiejskich). Ponadto przez Zawiercie kursuje wiele linii autobusowych i minibusowych organizowanych przez prywatne przedsiębiorstwa transportowe. Zawiercie posiada dogodne połączenia autobusowe m.in. z Krakowem, Katowicami, Częstochową, Olkuszem czy Myszkowem.

### Lotniczy
- W 2013 przy ul. Miodowej otwarto sanitarne lądowisko.

## Oświata
- Społeczna Wyższa Szkoła Przedsiębiorczości i Zarządzania
- Centrum Kształcenia Torus – Oddział w Zawierciu
- I LO z Oddziałami Dwujęzycznymi im. Stefana Żeromskiego
- II LO im. Heleny Malczewskiej
- ZS im. Xawerego Dunikowskiego
- ZS im. Hugona Kołłątaja
- ZS im. Generała Józefa Bema
- ZS im. Oskara Langego
- ZS im. Stanisława Staszica
- Wyższa Szkoła Administracji i Zarządzania (w likwidacji)
- Katolickie Gimnazjum i Katolickie Liceum Ogólnokształcące

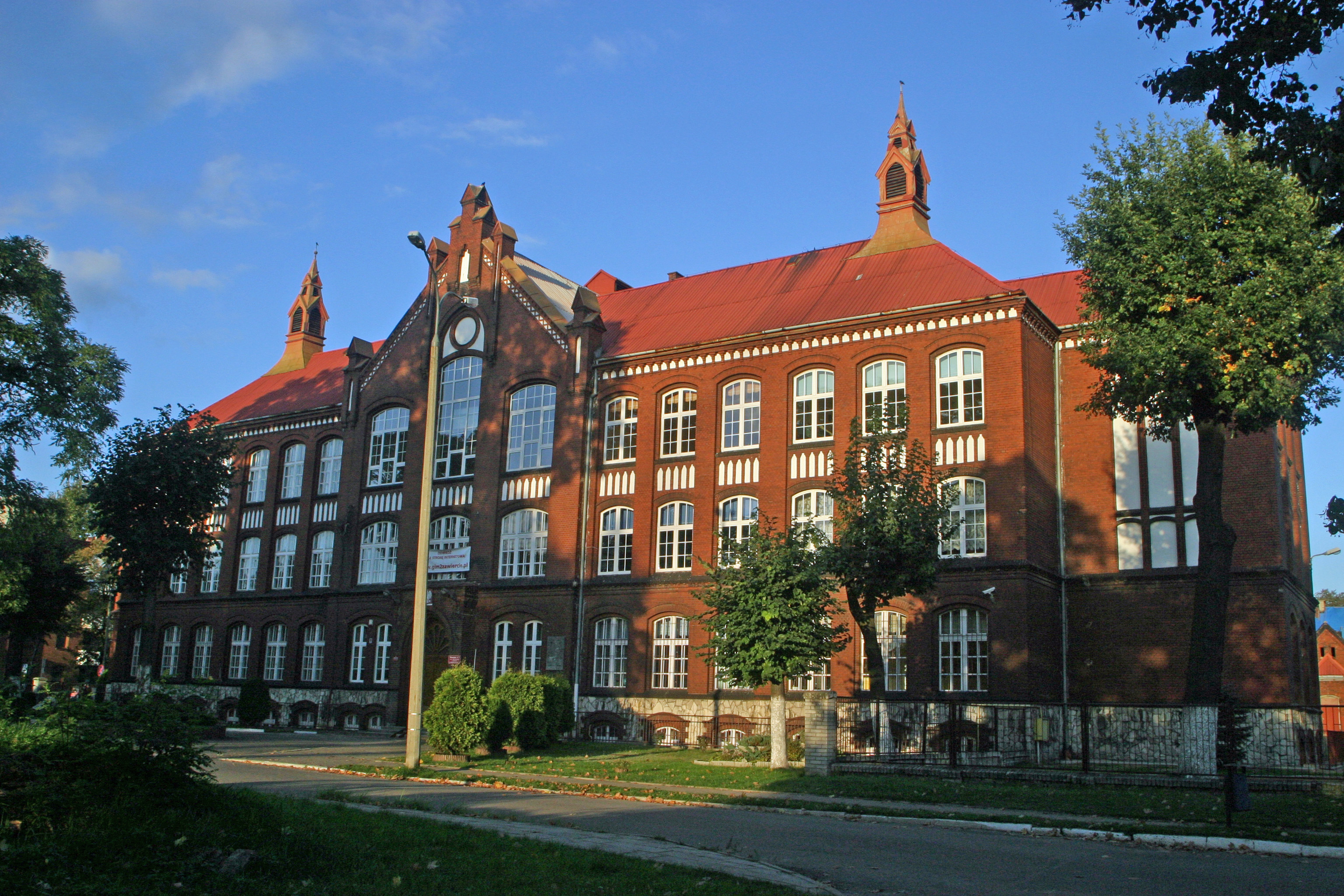
Szkoła Podstawowa nr 2 im. Stanisława Szymańskiego

- Szkoła Podstawowa 1 w Zawierciu im. Tadeusza Kościuszki
- Szkoła Podstawowa nr 2 w Zawierciu im. Stanisława Szymańskiego
- Szkoła Podstawowa nr 3 w Zawierciu
- Szkoła Podstawowa nr 4 im. M. Kopernika
- Szkoła Podstawowa nr 5 im. A. Mickiewicza
- Szkoła Podstawowa nr 6 im. J. Korczaka
- Szkoła Podstawowa nr 7 im. M. Konopnickiej
- Szkoła Podstawowa nr 8
- Szkoła Podstawowa nr 9 im. M. Dąbrowskiej
- Szkoła Podstawowa nr 11
- Szkoła Podstawowa nr 13
- Szkoła Podstawowa nr 14 Fundacja „Elementarz”
- Niepubliczna Szkoła Muzyczna I Stopnia im. Leona Dimant

## Wspólnoty wyznaniowe

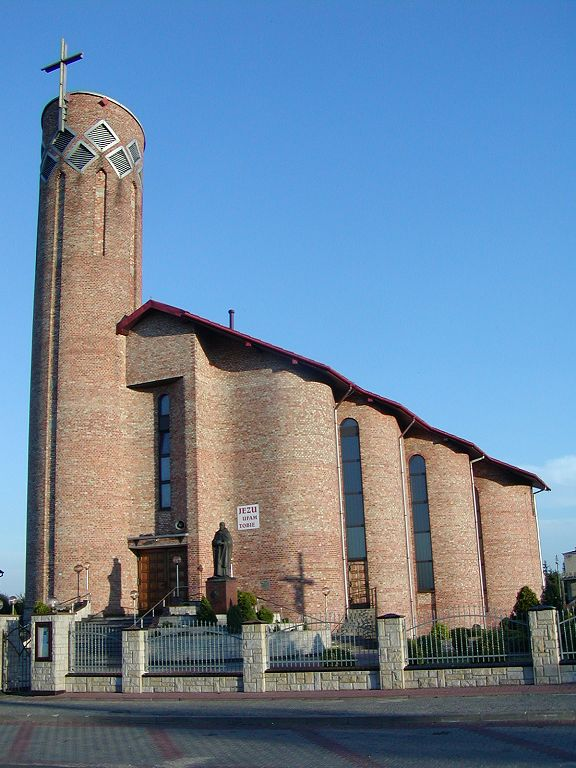
Kościół św. Brata Alberta

Na terenie miasta działalność religijną prowadzą następujące Kościoły i związki wyznaniowe:
- Chrześcijańska Wspólnota Ewangeliczna:
  - placówka Zawiercie[27]
- Kościół greckokatolicki:
  - ośrodek duszpasterski w Zawierciu, nabożeństwa prowadzone są w kościele rzymskokatolickim Najświętszej Maryi Panny Królowej Polski[28]
- Kościół rzymskokatolicki:
  - parafia św. Alberta Chmielowskiego
  - parafia św. Andrzeja Boboli
  - parafia Świętych Apostołów Piotra i Pawła
  - parafia św. Maksymiliana Marii Kolbego
  - parafia św. Mikołaja BM
  - parafia Miłosierdzia Bożego
  - parafia Najświętszego Ciała i Krwi Chrystusa
  - parafia Najświętszej Maryi Panny Królowej Polski
  - Kościół Najświętszej Maryi Panny Królowej Polskiparafia Przenajświętszej Trójcy
  - parafia św. Stanisława Kostki
  - parafia św. Wojciecha BM
  - parafia św. Jana Pawła II
- Kościół Zielonoświątkowy:
  - Zbór Ebenezer, ul. Krótka 3[29]

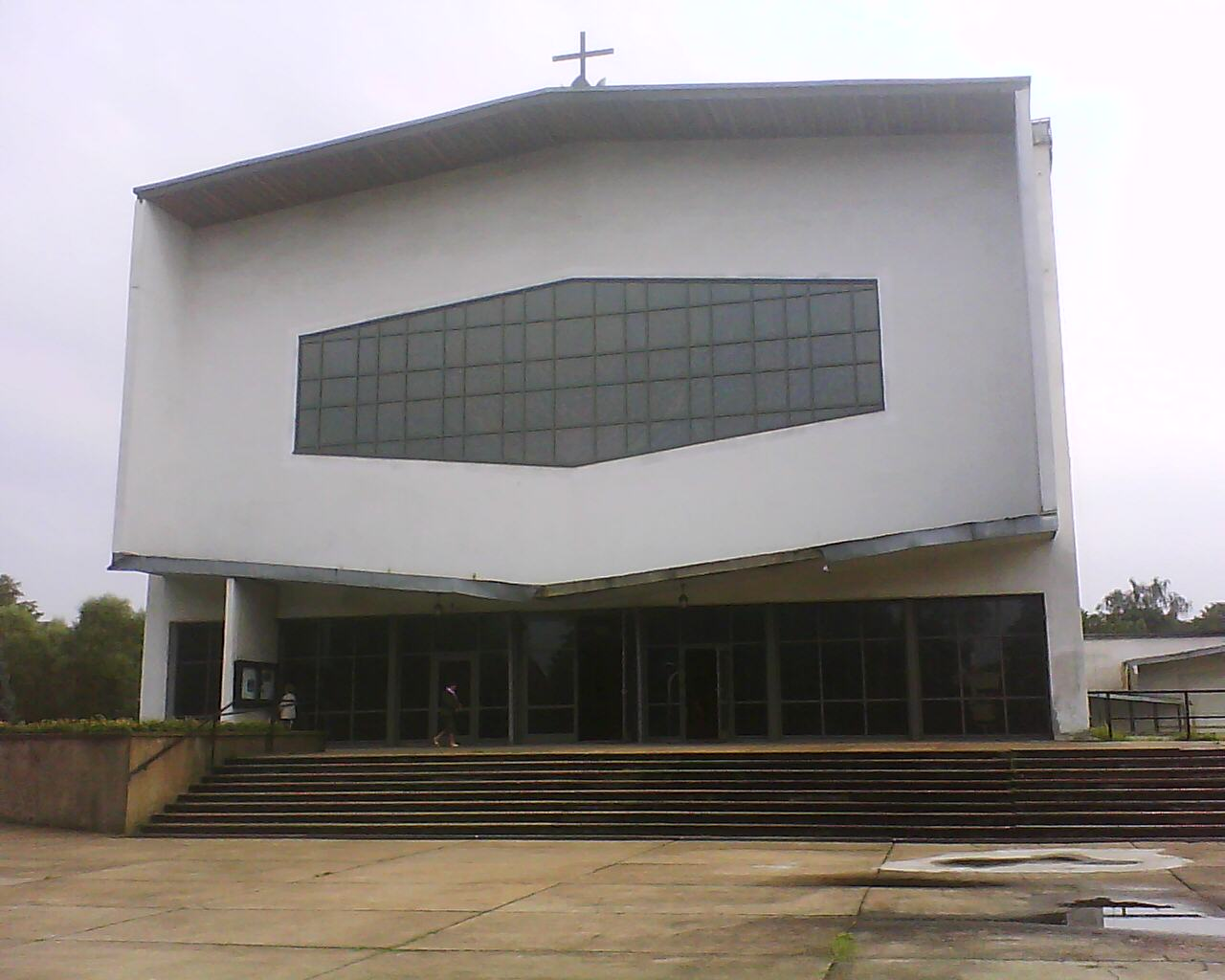
Kościół Najświętszej Maryi Panny Królowej Polski

- Świadkowie Jehowy (Sala Królestwa ul. Przechodnia 18)[30][31][32][33]:
  - zbór Zawiercie-Centrum
  - zbór Zawiercie-Północ
  - zbór Zawiercie-Zachód (w tym grupa rosyjskojęzyczna)

## Sport

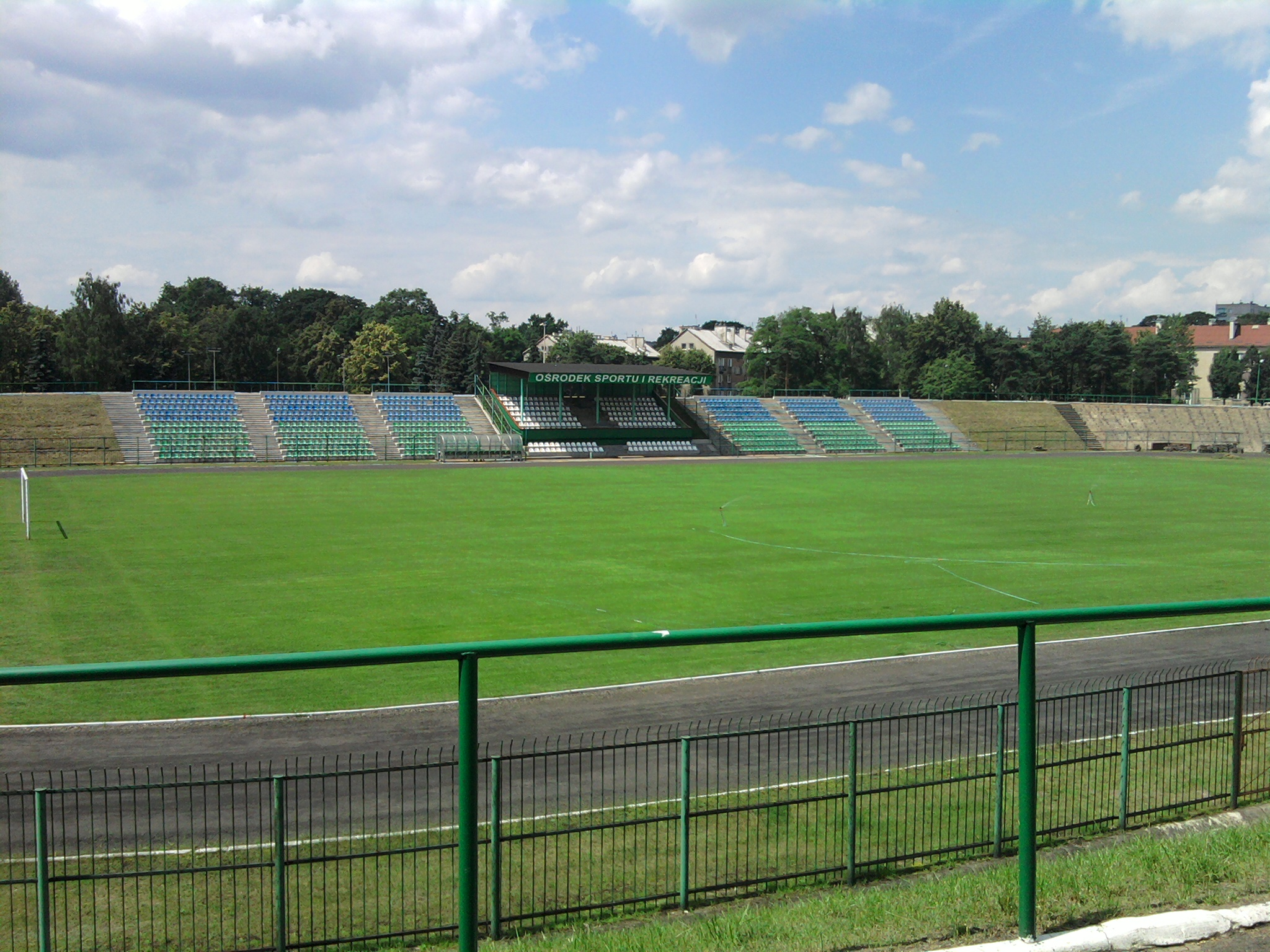
Stadion 1000-lecia Państwa Polskiego w Zawierciu

Jedną z pierwszych organizacji sportowych w mieście było Towarzystwo Gimnastyczne „Sokół” w Zawierciu, założone w 1905 roku jako jedno z pierwszych w zaborze rosyjskim gniazd Polskiego Towarzystwa Gimnastycznego „Sokół”. Jego członkowie założyli m.in. pierwsze sekcje sportowe piłki siatkowej oraz wybudowali pierwsze boisko.
Główne kluby miasta:
- Viret Zawiercie – piłka ręczna mężczyzn I Liga
- Warta Zawiercie – piłka nożna mężczyzn; klasa okręgowa, gr. śląska IV
- Źródło Kromołów – piłka nożna mężczyzn; klasa A, gr. Sosnowiec
- Aluron CMC Warta Zawiercie – siatkówka mężczyzn Plus Liga

22 października 2000 na stadionie w Zawierciu mecz rozegrała reprezentacja Polski w piłce nożnej kobiet (POL-JUG 3:2). 10 kwietnia 2011 na tym samym stadionie mecz rozegrała reprezentacja Polski do lat 17 (POL-ANG 4:1).

## Radio
Internetowe Radio Zawiercie pierwszą audycję wyemitowało 14 sierpnia 2018 roku. W grudniu 2018 r. rozpoczęło nadawanie we wszystkie dni robocze a obecnie nadaje na częstotliwości 105,4FM.

## Prasa
- Kurier Zawierciański – Gazeta informacyjno-społeczna. Ukazuje się co piątek
- Gwarek Zawierciański – bezpłatny miesięcznik informacyjno-reklamowy[38]
- Gazeta zawiercianskie.pl – bezpłatny miesięcznik informacyjny[39]
- Gazeta Jura24 – bezpłatny miesięcznik informacyjno-społeczny

## Serwisy informacyjne
- www.otozawiercie.pl – portal informacyjny, zdjęcia i fakty z życia miasta
- www.zawiercie.naszemiasto.pl. zawiercie.naszemiasto.pl. [zarchiwizowane z tego adresu (2022-03-14)]. – serwis informacyjny
- www.jura24.pl – portal informacyjny, obejmujący powiat zawierciański i Siewierz
- zawiercie.twoje-miasto.pl – portal informacyjny sieci Twoje-Miasto.pl

## Miasta i gminy partnerskie[40]
- Ebensee, Austria
- Ponte Lambro, Włochy
- San Giovanni la Punta, Włochy
- Kamieniec Podolski, Ukraina
- Donieck, Ukraina
- Dolný Kubín, Słowacja
- Bornheim, Niemcy

## Honorowi obywatele Zawiercia
- Wiesław Ochman (1995)
- Leszek Dutka (2012)
- Władysław Żuk (2011)[41]
- Bogdan Dworak (2018)[42]

## Państwowa Straż Pożarna w Zawierciu
W Zawierciu znajduje się Jednostka Ratowniczo-Gaśnicza przy ulicy Leśnej 12.
Samochody pożarnicze w KP PSP, JRG Zawiercie
| Lp. | Samochód                 | Rok produkcji |
| --- | ------------------------ | ------------- |
| 1.  | GBA Iveco Eurocargo      | 2019          |
| 2.  | GBA Scania               | 2022          |
| 3.  | GCBA Volvo               | 2023          |
| 4.  | GBAPr Renault Tracks D14 | 2023          |
| 5.  | SRt Scania P370          | 2018          |
| 6.  | SD 37 Iveco Eurocargo    | 2007          |
| 7.  | SW 2500 Renault MIdlum   | 2003          |
| 8.  | SLRr Ford Ranger         | 2023          |
| 9.  | SLBUs Opel Vivaro        | Nieznany      |
| 10. | SLKw Toyota ProAce City  | Nieznany      |
| 11. | SLKw Fiat Ducato         | 2011          |
| 12. | SLOp Skoda Octavia       | 1996          |

## W kulturze
- W Zawierciu były kręcone niektóre zdjęcia do filmu „Gierek”[43].